# Роговин, Вадим Захарович
Вади́м Заха́рович Рого́вин (10 мая 1937, Москва — 18 сентября 1998, там же) — советский и российский философ

 и социолог марксистского толка, автор антисталинской истории ВКП(б). Доктор философских наук, профессор, ведущий научный сотрудник Института социологии РАН, в котором работал с 1977 года и до конца своей жизни.

## Биография
Родился в семье химиков Захара Александровича Роговина и Анны Александровны Тагер, специалистов в области химии высокомолекулярных соединений. Внук известного советского адвоката Александра Тагера, племянник инженера Н. А. Роговина.
Окончил филологический факультет МГУ имени М. В. Ломоносова (1959).
В 1965 году в МГУ имени М. В. Ломоносова защитил диссертацию на соискание учёной степени кандидата философских наук по теме «Вопросы партийности искусства в идейно-эстетической борьбе 20-х годов»
В 1980 году защитил диссертацию на соискание учёной степени доктора философских наук по теме «Теоретические проблемы социальной политики в условиях развитого социализма» (специальность 09.00.01 — диалектический и исторический материализм).
Автор 250 научных работ, в том числе семитомного труда по истории внутрипартийной борьбы в ВКП(б) в 1920—1930-е годы.
Умер от рака после длительной болезни в 1998 году. Урна с прахом захоронена в колумбарии на Донском кладбище.

## Исследовательская деятельность
В советское время занимался тематикой актуальной социальной политики. В конце 1980-х годов поменял свои интересы и занялся углубленным исследованием литературного наследия Л.Д.Троцкого. Наибольшую известность завоевал семитомник В. З. Роговина «Была ли альтернатива?».
В своих работах Роговин выступает как убеждённый троцкист, не скрывающий своей антисталинской позиции. Он подробно описывает ход внутрипартийной борьбы, историю сталинского террора против коммунистов — советских и несоветских троцкистов, раскол среди республиканцев в Испании, выдачу немецких коммунистов-политэмигрантов гестапо в 1940 году, уничтожение польской компартии на Западной Украине и Западной Белоруссии в 1939—1940 гг. и др. Описаны положение заключённых ГУЛАГА, отбывавших наказание за КРТД (контрреволюционная троцкистская деятельность), голодовки и различные акции КРТД в лагерях. Изложена жизнь Троцкого за границей, в том числе его показания для «комиссии Дьюи» в США.

## Оценка
Исторические труды В. З. Роговина оцениваются коллегами по-разному. Например, американский историк Юрий Фельштинский считает, что его книги «проникнуты безудержной апологетикой Троцкого и проистекающим отсюда догматизмом».
Другие исследователи считают, что В. З. Роговин внёс значительный вклад в изучение внутрипартийной борьбы и истории левой оппозиции в ВКП(б), один из тех, кто заложил «новую, свободную от прежних мифов и догм, историографическую традицию».
В. Б. Бронштейн, внучатый племянник Л. Д. Троцкого, относил работы В. З. Роговина к числу немногих «хороших книг о борьбе оппозиции против Сталина»:

Легко читаемые и понимаемые, его книги представляют собой чрезвычайно ценный вклад в объективное понимание истории… Работа Роговина представляет собой важный вклад в борьбу против сталинизма, который все ещё отождествляется с социализмом…

## Семья
- Первая жена (1963—1971) — Полина Протасова (род. 1939)
  - Дочь — Ора Марина Роговина (род. 1964)
- Вторая жена — Людмила Роговина
  - Дочь — Инна Вадимовна Роговина (род. 1978)
- Третья жена — Галина Валюженич

## Научные труды

### Основные работы

#### Книги
Была ли альтернатива? (7 томов)
- Роговин В. З. «Троцкизм»: взгляд через годы. — М.: Терра, 1992. — Т. 1. — 399 с.
- Роговин В. З. Власть и оппозиции. — М.: Товарищество «Журнал „Театр“», 1993. — Т. 2. — 398 с.
- Роговин В. З. Сталинский неонэп. — М., 1994. — Т. 3. — 382 с.
- Роговин В. З. 1937. — М., 1996. — Т. 4. — 479 с.
- Роговин В. З. Партия расстрелянных. — М., 1997. — Т. 5. — 526 с.
- Роговин В. З. Мировая революция и мировая война. — М., 1998. — Т. 6. — 415 с.
- Роговин В. З. Конец означает начало. — М.: Антидор, 2002. — Т. 7. — 480 с.
  - Роговин В. З. Политические перевертыши. Конец означает начало //Была ли альтернатива? , т. 7, М., 2002, с. 367—373. wsws.org. Дата обращения: 16 февраля 2013.

другие работы
- Роговин В. З. Молодёжь и общественный прогресс / В. З. Роговин, канд. филос. наук. — М.: Знание, 1974. — 63 с.
- Роговин В. З. Нравственные основы социалистического образа жизни / В. З. Роговин, канд. филос. наук. — М.: Знание, 1976. — 64 с. — (Новое в жизни, науке, технике: Этика; № 6).
- Роговин В. З., Безруков А. В. Развитие социалистического образа жизни / В. З. Роговин, А. В. Безруков, кандидаты филос. наук ; Всесоюз. о-во «Знание». Науч.-метод. совет по пропаганде марксистско-ленинской философии. — М.: Знание, 1977. — 63 с. (В помощь лектору. Б-чка «Диалектика социального развития советского общества»).
- Роговин В. З. Социалистический образ жизни — великое завоевание советского народа / В. З. Роговин, канд. филос. наук. — М.: Знание, 1978. — 64 с. (Библиотечка «Итоги славных побед и свершений Великого Октября»).
- Роговин В. З. Формирование разумных потребностей / В. З. Роговин, к. филос. н. — М.: Знание, 1979. — 64 с. — (Новое в жизни, науке, технике. Серия «Молодёжная». № 1).
- Роговин В. З. Социальная политика в развитом социалистическом обществе: (Направления, тенденции, проблемы). — М.: Наука, 1980. — 205 с. (Социализм: Опыт. Проблемы. Перспективы).
- Волков Ю. Е., Роговин В. З. Вопросы социальной политики КПСС. — М. : Политиздат, 1981. — 286 с.
- Роговин В. З. Формирование потребностей личности в условиях развитого социализма. — М.: Знание, 1981. — 64 с.
- Волков Ю. Е., Роговин В. З. Вопросы социальной политики КПСС. — Алма-Ата: Казахстан, 1983. — 295 с.
- Роговин В. З. Общество зрелого социализма : Социальные проблемы. — М.: Мысль, 1984. — 160 с. — (Реальный социализм: теория и практика).
- Наумова Н. Ф., Роговин В. З. Социальное развитие и общественные нравы : (Некоторые актуальные вопросы теории и практики). —М.: Знание, 1984. — 64 с. — (Новое в жизни, науке, технике)
- Роговин В. З. XXVII съезд КПСС и вопросы социальной политики. — М. : О-во «Знание» РСФСР, 1986. — 40 с. (В помощь лектору. О-во «Знание» РСФСР, Секция пропаганды науч. коммунизма).
- Микульский К. И., Роговин В. З., Шаталин С. С. Социальная политика КПСС. — М.: Политиздат, 1987. — 352 с.
- Наумова Н. Ф., Роговин В. З. Культура разумного потребления. — М.: Педагогика, 1987. — 126 с.
- Роговин В. З. Из нравственного наследия В. И. Ленина и его соратников. — М.: Знание, 1987. — 64 с. — (Новое в жизни, науке, технике. Сер. «Этика» 5/1987).
- Роговин В. З. Человеческий фактор и уроки прошлого. — М. : Знание, 1988. — 64 с. — (Новое в жизни, науке, технике. Научный коммунизм; 8/1988).
- Роговин В. З. Главный враг Сталина: как был убит Троцкий. — М.: Алгоритм, 2017. — 239 с. (Ликвидация) — ISBN 978-5-906979-91-9 : 1 500 экз.

#### Статьи
- Роговин В. З. Волкогоновский Троцкий // Бюллетень Четвёртого Интернационала. — 1993. — № 7. — С. 189—210.
- Роговин В. З. Л.Троцкий о социальных отношениях в СССР // Социологические исследования. — 1990. — № 5. — С. 23—40.
- Роговин В. З. Л.Д.Троцкий о нэпе // Экономические науки. — 1990. — № 1.
- Роговин В. З. Троцкий против Сталина // Экономические науки. — 1990. — № 9.
- Роговин В. З. Троцкий и "троцкизм" - к истории проблемы // Литературное обозрение. — 1991. — № 8. — С. 63-67.
- Роговин В. З. Крушение и рождение мифов // Литературное обозрение. — 1992. — № 2.
- Роговин В. З. Истоки и последствия сталинского Большого террора. Лекция в университете Глазго. wsws.org (6 марта 1996). Дата обращения: 16 февраля 2013.
- Роговин В. З. Социальное неравенство бюрократия и предательство социализма в Советском Союзе. Рабочий-интернационалист, 1997, №13—14. wsws.org (2 июня 2001). — Лекция в университете имени А. и В. Гумбольдтов, 11 декабря 1996 г.. Дата обращения: 16 февраля 2013.